# Alfred Tröger
Alfred Tröger (* 11. November 1898 in Langenhessen; † 1974 in Werdau) war ein deutscher Maler und Grafiker.

## Leben und Werk
Tröger absolvierte eine Lehre als Dekorationsmaler und nahm als Soldat am Ersten Weltkrieg teil. Danach arbeitete er in seinem Beruf. Daneben betätigte er sich autodidaktisch als Maler und Zeichner.
Ab 1928 nahm er an Ausstellungen in Zwickau, Berlin und Dresden teil. Er wurde mit einem Preis der Dresdner Hermann-Ilgen-Stiftung geehrt. Tröger war Mitglied des Görlitzer Landesbundes für bildende Künste und der Leipziger Kunstgenossenschaft. Ab 1936 arbeitete er als freischaffender Künstler in Werdau. In der Zeit des Nationalsozialismus war er obligatorisches Mitglied der Reichskammer der bildenden Künste. Er nahm an mehreren Ausstellungen teil, zumeist solche des Hilfswerks für die deutsche bildende Kunst in der NS-Volkswohlfahrt, was zeigt, dass er von seiner Kunst nur mühsam leben konnte. 1938 unternahm er eine Reise nach Italien. Ab 1943 nahm er als Soldat der Wehrmacht am Zweiten Weltkrieg teil. Bis 1946 war er in Oldenburg in britischer Kriegsgefangenschaft, aus der er nach Werdau zurückkam, wo er wieder künstlerisch tätig war.
Mit Wolfgang Berndt, Heinz Fleischer, Karl Michel, Erich Schulz, Karl-Heinz Schuster und Albert Schwarz war er Mitglied der losen Zwickauer Gruppe 1950. Diese schrieb im Katalog ihrer Ausstellung 1950: „Deren Streben und Ziel ist es: an ihrem Platz ehrlich ihrer Berufung zu folgen und fortschrittlich zu wirken für die Beziehung zwischen Künstler und Gesellschaft.“
Ab 1951 arbeitete Tröger als Dozent an der Mal- und Zeichenschule Zwickau. Daneben hatte er einen Vertrag mit dem Güterkraftverkehrsbetrieb „Schwarze Pumpe“ Hoyerswerda.
Tröger war mit Liesbeth Tröger verheiratet, die er u. a. 1940 porträtierte (Öl auf Sperrholz, ca. 60,5 × 47 cm).

## Werke (Auswahl)
- Selbstporträt (1937, Öl auf Sperrholz, ca. 31 × 38 cm)[2]
- Herbststillleben (Öl auf Sperrholz, ca. 70 × 55 cm)[3]
- Im Erzgebirge (1939, Aquarell)[4]
- Brennholz (um 1940; Aquarell, ca. 64 × 50 cm)[5]
- Winterlandschaft (Siebdruck)[6]
- Brot (vor 1947, Aquarell)[7]
- Winter (vor 1947, Aquarell)[8]
- Kartoffelernte (1949, Aquarell)[9]
- Laichkarpfen (1950, Aquarell)[10]
- Förderbrücke (1949, Aquarell)[11]
- Wohnungsbau für die Kumpel (1952, Aquarell)[12][13]
- Gemeinschaftsdrusch (Öl, 70 × 93)[14]
- Schüler helfen (Öl, vor 1963)[15]

## Ausstellungen (unvollständig)

### Einzelausstellungen
- 1947: Zwickau, Städtisches Museum („5 Zwickauer Maler und Graphiker stellen aus“; mit Helmut Lang, Willy Lang, Käte Richter-Lohse und Karl-Heinz Schuster)[16]

- 1974: Zwickau, Städtisches Museum (Malerei und Grafik)

### Beteiligung an Ausstellungen

#### In der Zeit des Nationalsozialismus
- 1934: Dresden, Brühlsche Terrasse („Sächsische Kunstausstellung“)
- 1937: Berlin und Hamburg, Kunsthalle („Kunstausstellung des Hilfswerks für die deutsche bildende Kunst in der NS-Volkswohlfahrt“)
- 1937: Chemnitz, König-Albert-Museum („Erzgebirgische Landschaft“; Ausstellung des Hilfswerks)
- 1939: Breslau, Schlesisches Museum der bildenden Künste („Sächsische Künstler“)
- 1939: Zwickau, König-Albert-Museum („Kunstausstellung in Zwickau“; Ausstellung des Hilfswerks)

#### In der Sowjetischen Besatzungszone und der DDR
- Mehrmals: Chemnitz, Mittelsächsische Kunstausstellung
- 1946: Dresden, Allgemeine Deutsche Kunstausstellung
- 1947: Zwickau, Städtisches Museum
- 1948: Freiberg, Stadt- und Bergbaumuseum („3. Ausstellung Erzgebirgischer Künstler“)[17]
- 1949: Glauchau, Stadt- und Heimatmuseum („Frühjahrs-Kunstausstellung 1949“ des Zwickauer Künstlerkreises)
- 1950: Zwickau, Städtisches Museum („Gruppe 1950“)[18]
- 1953 und 1958: Dresden, Dritte und Vierte Deutsche Kunstausstellung
- 1959: Zwickau, Städtisches Museum („Ausstellung der bildenden Künstler des Gebiets Zwickau“)
- 1963: Karl-Marx-Stadt, Museum am Theaterplatz („10 Jahre Architektur, bildende Kunst und bildnerisches Volksschaffen in Karl-Marx-Stadt“)[19]
- postum 1984/1985: Karl-Marx-Stadt, Städtisches Museum am Theaterplatz („Retrospektive 1945 – 1984. Bildende Kunst im Bezirk Karl-Marx-Stadt“)